# شيقيات
الشيقيات (الاسم العلمي: Muraenoidei) هي رتيبة من الأسماك تتبع رتبة الأنقليسيات من طائفة الأسماك العظمية.

## التصنيف
- رتيبة الشيقيات
  - فصيلة الشيقات
    - أسرة الشيقاوات
      - جنس الشيق